# La Tour-du-Meix
La Tour-du-Meix est une commune française située dans le département du Jura, dans la région culturelle et historique de Franche-Comté et la région administrative Bourgogne-Franche-Comté.

## Géographie
Le centre habité de la commune se trouve à proximité immédiate du lac de Vouglans.

### Climat
Pour des articles plus généraux, voir Climat de la Bourgogne-Franche-Comté et Climat du département du Jura.
En 2010, le climat de la commune est de type climat de montagne, selon une étude du Centre national de la recherche scientifique s'appuyant sur une série de données couvrant la période 1971-2000. En 2020, Météo-France publie une typologie des climats de la France métropolitaine dans laquelle la commune est exposée à un climat semi-continental et est dans la région climatique  Jura, caractérisée par une forte pluviométrie en toutes saisons (1 000 à 1 500 mm/an), des hivers rigoureux et un ensoleillement médiocre. 
Pour la période 1971-2000, la température annuelle moyenne est de 9,5 °C, avec une amplitude thermique annuelle de 16,8 °C. Le cumul annuel moyen de précipitations est de 1 557 mm, avec 13 jours de précipitations en janvier et 9,9 jours en juillet. Pour la période 1991-2020, la température moyenne annuelle observée sur la station météorologique de Météo-France la plus proche, « Orgelet », sur la commune d'Orgelet à 4 km à vol d'oiseau, est de 11,0 °C et le cumul annuel moyen de précipitations est de 1 411,6 mm. 
La température maximale relevée sur cette station est de 40 °C, atteinte le 31 juillet 2020 ; la température minimale est de −18 °C, atteinte le 5 février 2012,,. 
Les paramètres climatiques de la commune ont été estimés pour le milieu du siècle (2041-2070) selon différents scénarios d'émission de gaz à effet de serre à partir des nouvelles projections climatiques de référence DRIAS-2020. Ils sont consultables sur un site dédié publié par Météo-France en novembre 2022.

## Urbanisme

### Typologie
Au 1er janvier 2024, La Tour-du-Meix est catégorisée commune rurale à habitat dispersé, selon la nouvelle grille communale de densité à sept niveaux définie par l'Insee en 2022.
Elle est située hors unité urbaine et hors attraction des villes,.
La commune, bordée par un plan d’eau intérieur d’une superficie supérieure à 1 000 hectares, le lac de Vouglans, est également une commune littorale au sens de la loi du 3 janvier 1986, dite loi littoral. Des dispositions spécifiques d’urbanisme s’y appliquent dès lors afin de préserver les espaces naturels, les sites, les paysages et l’équilibre écologique du littoral, tel le principe d'inconstructibilité, en dehors des espaces urbanisés, sur la bande littorale des 100 mètres, ou plus si le plan local d’urbanisme le prévoit.

### Occupation des sols
L'occupation des sols de la commune, telle qu'elle ressort de la base de données européenne d’occupation biophysique des sols Corine Land Cover (CLC), est marquée par l'importance des forêts et milieux semi-naturels (56,2 % en 2018), une proportion identique à celle de 1990 (56,2 %). La répartition détaillée en 2018 est la suivante : 
forêts (56,2 %), terres arables (15,4 %), prairies (12,6 %), zones agricoles hétérogènes (7,1 %), eaux continentales (6,8 %), espaces verts artificialisés, non agricoles (1,8 %). L'évolution de l’occupation des sols de la commune et de ses infrastructures peut être observée sur les différentes représentations cartographiques du territoire : la carte de Cassini (XVIIIe siècle), la carte d'état-major (1820-1866) et les cartes ou photos aériennes de l'IGN pour la période actuelle (1950 à aujourd'hui).

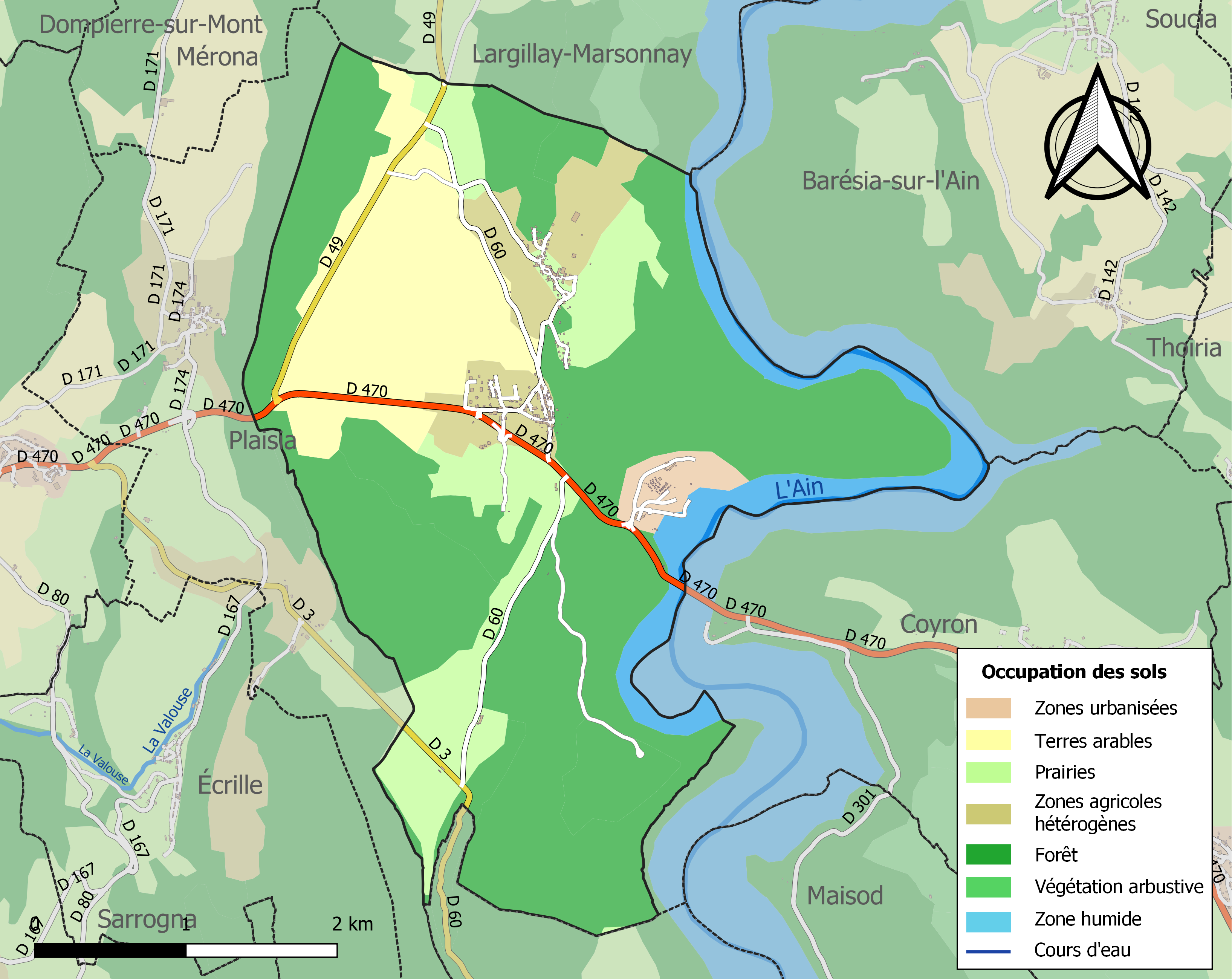
Carte des infrastructures et de l'occupation des sols de la commune en 2018 (CLC).

## Histoire
Extrait de Description de la Franche-Comté de 1552 : « Vient après la Tour-du-Meix, avec ses ateliers pour le travail de la laine. Elle a des murs minces et légers, mais rattachés et attenants de toutes parts aux édifices, de sorte que personne ne peut en approcher; système qui vient de Ségusie mais qui est le plus mauvais de tous pour les cités, qui apporte un grand dommage aux citoyens dans les temps de siège. Monseigneur de Saint-Claude (Philibert de Rye) y a là un château suzerain. »

## Politique et administration
| Période       | Période       | Identité        | Étiquette | Qualité                                         |
| ------------- | ------------- | --------------- | --------- | ----------------------------------------------- |
| mars 2001     | mars 2008     | Abel Gaillard   |           |                                                 |
| mars 2008     | décembre 2016 | Michel Badot    | DVG       | Retraité de la fonction publique Démissionnaire |
| décembre 2016 | 2020          | Christian Bride |           | Retraité                                        |
| 2020          | En cours      | Sandra Paré     |           |                                                 |

## Démographie
L'évolution du nombre d'habitants est connue à travers les recensements de la population effectués dans la commune depuis 1793. Pour les communes de moins de 10 000 habitants, une enquête de recensement portant sur toute la population est réalisée tous les cinq ans, les populations de référence des années intermédiaires étant quant à elles estimées par interpolation ou extrapolation. Pour la commune, le premier recensement exhaustif entrant dans le cadre du nouveau dispositif a été réalisé en 2006.

En 2022, la commune comptait 262 habitants, en évolution de +13,42 % par rapport à 2016 (Jura : −0,81 %, France hors Mayotte : +2,11 %).
| 1793 | 1800 | 1806 | 1821 | 1831 | 1836 | 1841 | 1846 | 1851 |
| ---- | ---- | ---- | ---- | ---- | ---- | ---- | ---- | ---- |
| 323  | 346  | 356  | 373  | 561  | 560  | 542  | 534  | 508  |

| 1856 | 1861 | 1866 | 1872 | 1876 | 1881 | 1886 | 1891 | 1896 |
| ---- | ---- | ---- | ---- | ---- | ---- | ---- | ---- | ---- |
| 504  | 486  | 434  | 383  | 384  | 404  | 358  | 333  | 308  |

| 1901 | 1906 | 1911 | 1921 | 1926 | 1931 | 1936 | 1946 | 1954 |
| ---- | ---- | ---- | ---- | ---- | ---- | ---- | ---- | ---- |
| 278  | 264  | 246  | 229  | 243  | 216  | 210  | 181  | 189  |

| 1962 | 1968 | 1975 | 1982 | 1990 | 1999 | 2006 | 2011 | 2016 |
| ---- | ---- | ---- | ---- | ---- | ---- | ---- | ---- | ---- |
| 186  | 189  | 142  | 156  | 167  | 162  | 214  | 231  | 231  |

| 2021 | 2022 | - | - | - | - | - | - | - |
| ---- | ---- | - | - | - | - | - | - | - |
| 256  | 262  | - | - | - | - | - | - | - |

## Culture locale et patrimoine

### Lieux et monuments
- Ruines du château de La Tour-du-Meix du XIIe siècle, détruit pendant la guerre de Dix Ans (Franche-Comté).
- Un peu à l'écart du village, Saint-Christophe, lieu de destination d'un pèlerinage des automobilistes.

### Personnalités liées à la commune
- Philibert de Rye : (mort en 1556), évêque de Genève, seigneur de la Tour du Meix en tant qu'abbé de St-Claude (la seigneurie et le château — aujourd'hui en ruines — relevaient de l'abbé de St-Claude).

### Héraldique
| Blason de Tour-du-Meix (La) | Blason  | De sinople à saint Christophe d'or issant, d'une bande ondée d'azur abaissée et surchargée d'une bande d'argent; au franc quartier de gueules chargé d'une tour d'argent.                                                                          |
| Blason de Tour-du-Meix (La) | Détails | La tour évoque la première partie du nom de la commune, Saint Christophe est le saint patron de la commune et les ondes représentent l'Ain qui arrose la commune. Création de Jean-François Binon adoptée par la municipalité le 12 novembre 2015. |